# Lanurgus barbatus
Lanurgus barbatus is een keversoort uit de familie snuitkevers (Curculionidae). De wetenschappelijke naam van de soort werd in 1920 gepubliceerd door Hans Eggers.